# Adrian Cieślewicz
Adrian Cieślewicz (Gniezno, 16 novembre 1990) è un calciatore polacco, attaccante del The New Saints.

## Carriera
Ha giocato nella prima divisione gallese. Inoltre, ha giocato 36 partite di qualificazione alle coppe europee, di cui 19 per la Champions League, 9 per l'Europa League e 8 per l'Europa Conference League.

## Palmarès

### Club

#### Competizioni nazionali
- FA Trophy: 1

Wrexham: 2012-2013
- Campionato gallese: 9

The New Saints: 2014-2015, 2015-2016, 2016-2017, 2017-2018, 2018-2019, 2021-2022, 2022-2023, 2023-2024, 2024-2025
- Coppa del Galles: 5

The New Saints: 2014-2015, 2015-2016, 2018-2019, 2021-2022, 2022-2023
- Coppa di Lega gallese: 6

The New Saints: 2014-2015, 2015-2016, 2016-2017, 2017-2018, 2023-2024, 2024-2025